# Air Mail Big Band
Air Mail Big Band är ett storband.
Air Mail Big Band är en del av föreningen Postorkestern i Stockholm och bildades 1978 i Rüdesheim am Rhein under Postorkesterns Tysklandsturné.
Bandets ursprungliga namn var Postens Storband och medlemmarna utgjordes av musikanter, från Postorkestern bildad 1938, som ville vidga den musikaliska repertoaren. 1989 bytte bandet namn till nuvarande Air Mail Big Band och de ursprungliga medlemmarna har successivt ersatts.
Genom åren har Air Mail Big Band hunnit med flera turnéer i både Europa och USA. Från att ursprungligen spelat klassisk swing har bandet valt att följa vår tid genom att erbjuda en bred repertoar bestående av även pop/rock, soul/funk och latin.